# Калтык (озеро)
Калтык — солёное озеро, расположенное на просторах Тобол-Ишимского междуречья, в Лебяжьевском районе Курганской области к юго-востоку от озера Суерское.

## Общие сведения
Площадь озера составляет 15 км². Высота над уровнем моря — 117 м. Длина озера около 6,5 км, ширина в центральной части достигает 4,6 км. Минерализация воды свыше 10 г/л, хлоридного класса.

## Описание
Водоём имеет форму неправильного овала. Береговая линия слабо изрезана. Значительных притоков не имеет. Острова отсутствуют. Берега низменные, покрытые пастбищами и лугами, местами — солончаки. Регулярного стока озеро не имеет, относится к бассейну реки Суерь. В 1,5 км от юго-восточного берега находится село Головное. К северу от озера проходит автодорога Р254 «Иртыш».